# Anachlysictis
Anachlysictis gracilis
Genre
Espèce
Anachlysictis, est un  genre fossile de mammifères métatheriens (un groupe comprenant des marsupiaux et leurs proches parents) appartenant à l'ordre également éteint des sparassodontes, qui habitaient l'Amérique du Sud pendant le Miocène. Contrairement à d'autres fossiles appartenant à la famille des Thylacosmilidae (groupe de prédateurs métathériens équipés de « dents de sabre ») découverts auparavant, Anachlysictis est le premier enregistrement de tels borhyaénoïdes dans le nord de l'Amérique du Sud, mais aussi des plus primitifs et des plus anciens membres de la famille (En fait, il s'agit du premier fossile confirmé n'appartenant pas au genre Thylacosmilus, jusqu'à la publication officielle de Patagosmilus en 2010). Cette espèce a été découverte dans la formation de Villavieja dans la région de La Venta en Colombie, un gisement de fossiles célèbre datant du Miocène moyen (13,8-11,8 millions d'années) basée sur des fragments comprenant une partie avant du bas de la mâchoire.
Une seule espèce est rattachée au genre : Anachlysictis gracilis, décrite par le paléontologue argentin Francisco J. Goin en 1997.

## Description
Anachlysictis, contrairement à son parent plus connu, Thylacosmilus, était plus petit et pesait environ 18 kg et les particularités de ce dernier, telles que les ailes de la mâchoire inférieure destinées à ajuster les crocs, étaient plus petites (du fait que les canines supérieures n'étaient pas aussi longues en termes de proportions). Autrement, on peut supposer que leur anatomie n’était généralement pas aussi spécialisée que celle de ses proches parents, mais elle avait des dents carnassiales pour traiter plus efficacement la viande et les crocs plats, situés juste sous le nez, sans être croisés comme dans d’autres mammifères carnivores spécialisés, tandis que la zone d’hébergement du muscle masséter (impliqué dans les mouvements de la mâchoire) était réduite. En effet, comme chez d’autres espèces apparentées à dents de sabre prédatrices, telles que Thylacosmilus et le chat Smilodon, ce muscle est réduit, ce qui laisse plus de place à l’articulation de la mâchoire pour augmenter son angle d’ouverture, ce qui affecte la puissance mandibulaire, mais aussi pas besoin d'une force de frappe aussi importante pour utiliser leurs canines, car elles laissent les muscles du cou bien développés faire descendre le crâne et permettent aux crocs de traverser la chair de leur proie.   